# Aramil
Aramil – miasto w Rosji, w obwodzie swierdłowskim. W 2010 roku liczyło 14 221 mieszkańców.